# 6344 P-L
6344 P-L est un astéroïde sub-kilométrique non numéroté et une comète dormante présumée, classé comme objet proche de la Terre et astéroïde potentiellement dangereux du groupe des Apollon. Il a été observé pour la première fois le 24 septembre 1960 par les astronomes chercheurs d'astéroïdes Tom Gehrels, Ingrid van Houten-Groeneveld et Cornelis Johannes van Houten dans le cadre du Relevé Palomar-Leyde à l'Observatoire Palomar.

## Description
Puisque 6344 P-L n'est toujours pas numéroté, les découvreurs n'ont pas encore été officiellement déterminés. Vu pour la dernière fois en 1960, il fut perdu, mais redécouvert et reconnu comme le même objet par Peter Jenniskens en 2007 sous la désignation 2007 RR9,. 
Il s'agit soit d'un astéroïde, soit d'un noyau de comète dormant. Sa période orbitale est de 4,7 ans. Son orbite l'emmène aussi loin que Jupiter mais le fait également passer à seulement 0,07 unité astronomique de la Terre. 

### Passages près de la Terre
La planète mineure est classée comme objet potentiellement dangereux, avec une distance minimale d'intersection de l'orbite terrestre de 0,0286 unité astronomique (4 280 000 kilomètres), ce qui équivaut à 11,1 distances lunaires.  Bien qu'il ne dégazait pas au moment de sa redécouverte, il s'agit probablement d'une comète dormante. 

## Caractéristiques physiques
Sur la base d'une conversion générique de la magnitude en diamètre, 6344 P-L mesure entre 250 et 460 mètres pour un albédo supposé entre 0,20 et 0,06.  En 2018, aucune courbe de lumière de sa rotation n'avait encore été obtenue. Sa période de rotation, sa forme et son pôle restent inconnus,.

## Numérotation et nom
Le « P-L » dans la désignation provisoire indique sa découverte dans le cadre du relevé Palomar-Leyde. 
Au 17 février 2020, cette planète mineure n'était ni numérotée ni nommée et reste donc toujours connue sous sa désignation provisoire.